# سونيل بول
سونيل بول (مواليد 12 نوفمبر 1964) (بالإنجليزية: Sunil Paul)‏ رائد أعمال إنترنت أمريكي، قام بتأسيس شركات مثل (Brightmail) و(Freeloader، Inc). كان المؤسس المشارك والرئيس التنفيذي لشركة (Sidecar)، وهي خدمة تاكسي من نوع تقاسم الركوب، مقرها في سان فرانسيسكو، كاليفورنيا.

## مسيرته
ولد بول في البنجاب بالهند. في سن 4، هاجر والديه إلى الولايات المتحدة حيث نشأ في ناشفيل بولاية تينيسي. يحمل بول شهادة في الهندسة الكهربائية من جامعة فاندربيلت.